# Ashland (Massachusetts)
Ashland város az USA Massachusetts államában, Middlesex megyében. Lakosainak száma 18 832 fő (2020. április 1.).

## Népesség
A település népességének változása:

| 2008 | 16 593 |
| 2020 | 18 832 |